# Chrysosoma comatus
Chrysosoma comatus är en tvåvingeart som först beskrevs av Friedrich Hermann Loew 1861.  Chrysosoma comatus ingår i släktet Chrysosoma och familjen styltflugor. Inga underarter finns listade i Catalogue of Life.